# 오가작통법
오가작통법(五家作統法)은 조선에서 시행된 행정 구역 체계이다. 세조 때 실시하여 중앙 집권을 강화하였다.

## 내용
1485년에 한명회에 의해 《경국대전》에 등재되었다. 《경국대전》에 기재된 내용에 의하면 수도인 한성에서는 5개의 호(戶)를 1개의 통(統)으로 구성하고 리(里)는 5개의 통(統)으로 구성하며 면(面)은 3~4개의 리(里)로 구성하여 통에는 통주(統主) 또는 통수(統首)를 두어 조직을 강화하였다.
지방에서도 한성과 동일하게 5개의 호(戶)를 1개의 통(統)으로 구성하고 리(里)는 5개의 통(統)으로 구성하여 3~4개의 리(里)들로 면(面)을 형성하여 면에는 권농관(勸農官)이라는 관리관을 두었으나 초기에는 제대로 정착되지 못하고 조선 중기부터 본격적으로 활성화되었다.
오가작통법은 주로 호구를 밝히는 동시에 범죄자의 색출과 조세 징수, 부역 동원 등을 목적으로 만들었으나 운영관리가 제대로 되지 않아 숙종 때인 1675년에는 ‘오가작통법 21조’를 작성하여 오가작통제를 강화하였다.

### 후기
조선 후기에 이르러서는 호패와 함께 호적의 보조수단이 되었으며 역(役)을 피하여 호구의 등재없이 이사와 유랑을 반복하는 유민(流民)들과 도적들의 행태를 방지하는 데 주로 이용되었고 순조와 헌종 때에는 오가작통제의 연대 책임을 강화하여 ‘한 집에서 천주교도가 적발되면 다섯 집을 모조리 처벌하는 방식’으로 천주교도를 색출하는데 이용되는 수단으로 변질되었다.

## 같이 보기
- 연좌
- 상앙 - 중국 춘추전국시대 진(秦)나라의 법가 정치가로서 오가작통법의 기원인 '십오제'를 창시
  - 십오제(什伍制): 5 또는 10가구를 한 단위로 묶어 상호감시 체제
- 보갑제(保甲制) - 송나라의 왕안석이 군사적 조치로 시행후 명나라를 거쳐 청나라 시대에 제도가 완성되었다
- 한명회
- 경국대전
- 신유박해
- 기해박해
- 면리제
- 도나리구미 - 일본의 상호감시 체제
  - 무라하치부
- 5호담당제(五戶擔當制) - 북한의 상호감시 체제